# Kalverdijk (Noord-Holland)
Kalverdijk is een plaats in de gemeente Schagen, in de Nederlandse provincie Noord-Holland. De plaats had in 2023 ongeveer 315 inwoners.
Oude namen van de plaats zijn Calverdyke 1288, Calverdyck 1575 en 1650, Caleversdyk en Langcalverdyck 1700 en Calverdijk 1780. Rond 1600 staat in de archieven dat er een Gereformeerde kerk gestaan heeft halverwege Kalverdijk met een kroeg daar naast en een Katholieke schuilkerk in een boerderij..
Tegenwoordig wordt er veelal bloembollen en kool geteeld. Door de groei van de lintbouw aan het eind van de 20ste eeuw, is Kalverdijk nu een buurt geworden van Tuitjenhorn. De oppervlakte van Kalverdijk beslaat ongeveer een zesde van de oppervlakte van Tuitjenhorn.
Kalverdijk heeft een groot vijfsterrencampingpark genaamd De Bongerd.
Aan de oostkant van Kalverdijk ligt De Dijken, een industrieterrein. Zowel Kalverdijk als De Dijken hebben het postadres van het dorp Tuitjenhorn.
Burgerbrug · Burgervlotbrug · Callantsoog · Dirkshorn · Eenigenburg · Groenveld · Groote Keeten · Krabbendam · Oudesluis · Petten · 't Rijpje · Schagen · Schagerbrug · Schoorldam (deels) · Sint Maarten · Sint Maartensbrug · Sint Maartensvlotbrug · Stroet · Tjallewal · Tolke (deels) · Tuitjenhorn · Valkkoog · Waarland · Warmenhuizen · 't Zand

Buurtschappen: Abbestede · Avendorp · Bliekenbos · 't Buurtje · De Banne · Burghorn · Cornelissenwerf · Dijkstaal · Grootven · Grotewal · Het Korfwater · De Hale · Hemkewerf · Huiskebuurt · Kalverdijk · Keinse · Keinsmerbrug · Kerkbuurt · Lagedijk · Leihoek · Mennonietenbuurt · Nes · Schagerwaard · Sint Maartenszee · Slootgaard · De Stolpen · Stolpervlotbrug · Vennik (deels) · 't Wad · De Weel (deels) · Woudmeer · Zijbelhuizen · Zijpersluis